# 羅克縣 (威斯康辛州)
羅克县（英語：Rock County）是位於美国威斯康辛州南部的一個郡，南界伊利諾伊州，面積1,881平方公里。根據2020年美國人口普查統計，共有人口16萬3,687人。縣治簡斯維爾。該縣成立於1836年12月7日，縣政府成立於1839年，縣名來自羅克河，或位於縣治附近一塊標示可以安全渡過羅克河的巨石。